# Cadherina

Interaccions principals de proteïnes estructurals de les unions adherents basades en la cadherina. Els fIlaments d'actina s'enllacen a l'α-actinina i a la membrana a través de vinculina. La regió del cap de la vinculina associa a l'E-cadherina via les catenines α-, β-, i γ. La regió de la cua de vinculina s'uneix als lípids de membrana i als filaments d'actina.

Les cadherines (anomenat per l'anglès "adhesió dependent de calci") és una classe de proteïnes transmembrana de tipus-1. Juguen funcions importants dins l'adhesió de cèl·lula, formant unions adherents per unir cèl·lules dins dels teixits. Són dependents d'ions de calci (Ca2+) per funcionar, per això el seu nom. Les unions intercel·lulars estan mediades pels dominis extracel·lulars de les cadherines, mentre que la cua citoplasmàtica intracel·lular s'associa amb un nombre gran de proteïnes adaptadores i proteïnes de senyalització, col·lectivament anomenades com l'adhesoma de cadherin.
La superfamília de les cadherines inclou les cadherines, protocadherines, desmogleïnes, desmocolines, i més. Respecte a l'estructura, comparteixen dominis de cadherina repetits, els quals són dominis extracellulars d'unió a Ca2+. Hi ha classes múltiples de molècules de cadherina, cadascuna designada amb un prefix (en general, anotant el tipus de teixit amb el que hi està associat). S'ha observat que les cèl·lules que contenen un subtipus específic de cadherina tendeixen a agrupar-se, excloent altres tipus, tant als cultius cel·lulars i durant el desenvolupament. Per exemple, les cèl·lules que contenen la N-cadherina tendeixen a agrupar-se amb altres cèl·lules que expressen la N-cadherina. Tanmateix, s'ha observat que la velocitat de barrejar en els experiments amb cultius cel·lulars poden tindre un efecte sobre l'extensió de l'especificitat homotípica. A més a més, diversos grups han observat afinitat d'unió heterotípica (és a dir, la unió entre diferents tipus de cadherines) en diversos assajos. Un model actual proposa que les cèl·lules distingeixen subtipus de cadherina basant-se en especificitat cinètica més que per especificitat termodinàmica, atés que diferents unions de cadherina homotípiques tenen també diferents duracions.